# Joseph de Saint-Pern-Couellan
Joseph de Saint-Pern-Couellan est un homme politique français né le 25 mai 1793 à Trinidad (Trinidad-et-Tobago) et mort le 4 février 1839 à Paris.
Il appartient à la famille de Saint-Pern, d'origine bretonne.

## Biographie
Joseph Christophe Marie Patern Philippe de Saint-Pern est le fils d'Anastase Joseph de Saint-Pern, lieutenant des vaisseaux du Roi, et de Marie Marguerite Louise Jacques de Longvilliers de Poincy. Il épouse Adélaïde Marie Joséphine Magon de La Balue, petite-fille de Jean-Baptiste Magon de La Balue.
Négociant, il est maire de Dinan en 1830, conseiller général et député des Côtes-du-Nord de 1835 à 1839, siégeant dans l'opposition libérale sous la Monarchie de Juillet.

### Sources
- « Dictionnaire des parlementaires français de 1789 à 1889 (Adolphe Robert, Edgar Bourloton et Gaston Cougny) », sur gallica BNF (consulté le 4 janvier 2014)